# Beata Oxenstierna
Beata Oxenstierna, född 1591 på Revals slott, död 1652, var en svensk hovfunktionär. Hon var överhovmästarinna från 1639 men var i tjänst från 1642 till 1647.
Hennes föräldrar var friherre Erik Oxenstierna och Bengta Gera. Hon gifte sig 1613 på Örebro slott med ståthållaren Erik Göransson Ulfsparre af Broxvik. Hon var kammarfröken hos Sveriges änkdrottning Kristina av Holstein-Gottorp 1610–1613. Hon blev 1639 överhovmästarinna hos drottning Kristina. Hon beskrivs som "en välgörande fru, som förmådde mycket vid hovet."
Kristina ogillade i regel sina hovdamer, förutom Ebba Sparre och vissa undantag som Lady Jane Ruthven och Louise van der Nooth. Hon skrev 1639 om Beata Oxenstierna och hennes dotter hovfröken Maria Elisabet Ulfsparre: "Överhovmästarinna Fru Beata Oxenstierna och hennes dotter anlände just nu. Ju fler av dem som kommer desto värre." Kristina skrev senare: "Jag kände förakt för alla i min omgivning, och särskilt kvinnorna i min uppvaktning, från vilka jag inte tålde den minsta rättelse". Positionen som överhovmästarinna var dock i sig inflytelserik. Oxenstierna fick 1646 två hemman i donation och 1647 200 tunnor spannmål årligen till sin död.